# 宮崎県獣医師会
一般社団法人宮崎県獣医師会（いっぱんしゃだんほうじんみやざきけんじゅういしかい 英称 Miyazaki Veterinary Medical Association）は、宮崎県の獣医師を会員とする法人。

## 本部所在地
- 〒880-0806 宮崎県宮崎市広島1-13-10 畜産会館

## 地域支部
- 宮崎支部
- 南那珂支部
- 都城北諸支部
- 東諸県支部
- 西諸県支部
- 児湯支部
- 日向支部
- 延岡支部
- 西臼杵支部

## 職域支部
- 宮崎県共済連支部
- 宮崎県食品衛生支部
- 宮崎県福祉保健支部
- 宮崎県家畜保健衛生支部
- 宮崎県農政水産支部
- 宮崎大学支部

## 業務内容
- 獣医師会員の学術技能向上のための研修会・講習会事業等の実施
- 宮崎県との動物に関する連携事業
- 疾病している野鳥の保護・救護
- 県内各学校で飼われている動物の飼育指導
- 県内各市町村との動物に関する連携事業
- 狂犬病の予防接種・防止活動